# Упологи
Упологи (Уполог) — деревня в Выгоничском районе Брянской области, в составе Лопушского сельского поселения. Расположена в 0,5 км к юго-западу от деревни Мякишево, в 5 км к юго-западу от села Лопушь. Население — 41 человек (2010).

## История
Упоминается с XVIII века; бывшее владение Саловых и др. Входила в приход села Сосновки.
С 1861 по 1924 год в Уручьенской волости Трубчевского уезда; позднее в Выгоничской волости Бежицкого уезда, Выгоничском районе (с 1929), а при его временном расформировании — в Брянском (1932—1939, 1965—1977), Почепском (1963—1965) районе.
С 1920-х гг. по 1959 год входила в Мякишевский сельсовет.